# Where the Wild Roses Grow
»Where the Wild Roses Grow« je alternativna rock pesem, ki jo je napisal avstralski pevec in tekstopisec Nick Cave za deveti glasbeni album svoje skupine Nick Cave and the Bad Seeds, Murder Ballads (1996), kasneje pa so jo posneli v sodelovanju z avstralsko pop pevko Kylie Minogue. Pesem je producirala skupina Nick Cave and The Bad Seeds, Tony Cohen in Victor Van Vugt, s strani kritikov pa je ob izidu prejela v glavnem pozitivne ocene. Pesem je izšla oktobra 1995 in do danes ostaja najuspešnejši singl te glasbene skupine, saj je zasedla tretje mesto na norveški, eno izmed prvih petih na avstralski in eno izmed prvih dvajsetih na irski, britanski, nemški in novozelandski glasbeni lestvici. Izšla je tudi v Združenih državah Amerike, kjer pa ni požela tako velikega uspeha kot drugod.
Pesem je leta 1995 kljub temu, da se na državni glasbeni lestvici nikoli ni uvrstila niti med prvih deset pesmi, prejela zlato certifikacijo za 250.000 prodanih izvodov v Nemčiji. Leta 2008 se je pesem ponovno uvrstila med prvih sto pesmi na nemški glasbeni lestvici, saj se je njena prodaja preko interneta znatno povečala. Pesem »Where the Wild Roses Grow« je za 50.000 prodanih izvodov v Avstraliji tudi tam prejela zlato certifikacijo.
Nick Cave je pesem »Where the Wild Roses Grow« napisal potem, ko je slišal pesem »Down in the Willow Garden«, ki govori o moškem, ki na zmenku ubije žensko, v katero je zaljubljen. Kot B-strani singla so na razširjeni izdaji CD-ja izdali še pesmi »The Ballad of Robert Moore & Betty Coltrane« in »The Willow Garden«.
Čeprav pesem ni bila vključena na noben glasbeni album Kylie Minogue, je izšla tudi preko njenih kompilacij Hits+, Greatest Hits 1987-1999 in Ultimate Kylie. Kylie Minogue je s pesmijo nastopila med svojima turnejama Showgirl in Homecoming.
Pesem je zasedla osmo mesto na seznamu 100 najboljših pesmi leta 1995 Triple J-ja.

## Ozadje
Nick Cave je o pisanju besedila pesmi povedal:
Pesem 'Where The Wild Roses Grow' sem napisal s Kylie v mislih. Že mnogo let sem si želel napisati pesem zanjo. Na tihem sem bil kakih šest let obseden z njo. Zanjo sem napisal mnogo pesmi, a za nobeno se mi ni zdelo, da bi ji jo bilo primerno predstaviti. Šele ko sem napisal to pesem, dialog med morilcem in njegovo žrtvijo, sem pomislil, da bi ji ta pesem dejansko lahko bila všeč. Pesem sem ji poslal in odgovorila mi je že naslednji dan.
Kylie Minogue in glasbena skupina Nick Cave and the Bad Seeds so s pesmijo v javnosti prvič nastopili 4. avgusta 1995 v Corku, Irska.

## Videospot
Kylie Minogue v videospotu za pesem igra Eliso Day, žensko, ki jo lik Nicka Cavea na začetku obožuje, nato pa umori. Ljudje, ki se spominjajo njenega umora, je ne imenujejo Elisa Day, temveč »Divja Vrtnica« (»Wild Rose«); poleg tega se spominjajo, da njenega trupla nikoli niso našli in njen duh ostaja nad mestom, kjer so jo umorili; a ljudje na tem mestu vidijo le vrtnice in kadar govorijo o slednjih, Eliso Day verjame, da govorijo o njej ali se pogovarjajo z njo (»Pravijo mi Divja vrtnica; a ime mi je bilo Elisa Day; ne vem, zakaj mi pravijo tako; kajti moje ime je bilo Elisa Day« - »They call me the Wild Rose; but my name was Elisa Day; why they call me it, I do not know; for my name was Elisa Day«). Lik Nicka Cavea je očaran nad njeno lepoto, a sovraži, da bo slednja nekega dne zbledela, zato jo ubije, da bi njena lepota za vedno ostala enaka. Ko obišče njen dom, postane obseden z njo. Naslednjega dne ji prinese rdečo vrtnico in jo vpraša, iz česa izvira njena neverjetna lepota. Zadnjega dne Eliso odpelje do reke, kjer jo še zadnjič poljubi in jo nato ubije s kamnom. Mimo njenega trupla v naslednjem prizoru priskaklja majhen divji zajec. Lik Nicka Cave truplo Elise Day odvrže v reko, kjer rastejo divje vrtnice, v pozi, v kakršni leži Ofelija na Millaisovi istoimenski sliki. Okoli njenega trupla se ovije ogromen piton, ki simbolizira njeno smrt. Nato lik Nicka Cavea v njena usta vstavi vrtnico in ji zapre oči. Videospot je posnel režiser Rocky Schenck.

## Formati in seznam verzij

### Evropski CD s singlom
1. »Where the Wild Roses Grow«
2. »The Ballad of Robert Moore & Betty Coltrane«

### Mednarodni razširjeni CD
1. »Where the Wild Roses Grow«
2. »The Ballad of Robert Moore & Betty Coltrane«
3. »The Willow Garden«

### Gramofonska plošča s singlom
1. »Where the Wild Roses Grow«
2. »The Ballad of Robert Moore & Betty Coltrane«

## Nastopi v živo
Kylie Minogue je s pesmijo nastopila na naslednjih turnejah:
- Showgirl: The Greatest Hits Tour (skupaj s pesmijo »Red Blooded Woman«)
- Showgirl: The Homecoming Tour (skupaj s pesmijo »Red Blooded Woman«)
- For You, For Me Tour (skupaj s pesmijo »Red Blooded Woman«)

## Dosežki
| Lestvica (1995)                        | Dosežek |
| -------------------------------------- | ------- |
| Avstralija (ARIA)                      | 2       |
| Finska (Suomen virallinen lista)       | 5       |
| Združeno kraljestvo (UK Singles Chart) | 11      |
| Švedska (Sverigetopplistan)            | 3       |
| Francija (SNEP)                        | 37      |
| Švica (Media Control Charts)           | 11      |
| Nizozemska (Dutch Top 100)             | 9       |
| Nemčija (Media Control Charts)         | 12      |
| Belgija (Ultratop)                     | 3       |
| Irska (IRMA)                           | 6       |
| Danska (Tracklisten)                   | 12      |
| Avstrija (Ö3 Austria Top 40)           | 4       |
| Nova Zelandija (RIANZ)                 | 11      |
| Norveška (VG-lista)                    | 3       |
| Evropa (Eurochart Hot 100)             | 8       |
| Italija (FIMI)                         | 18      |

| Leto | Država            | Dosežek |
| ---- | ----------------- | ------- |
| 1995 | Avstralija (ARIA) | 41      |

## Nagrade
- 1996 - ARIA Awards: »Singl leta«, »pesem leta« & »najboljše pop delo«.[9]

## Ostale verzije
- Glasbena skupina Gregorian je svojo različico pesmi vključila na svoj album The Dark Side (2004).
- Glasbena skupina Kamelot je pesem izdal na razširjeni različici svojega albuma Poetry for the Poisoned (2010).
- Glasbena Fusspils 11 je za svoj album Elektro-Polizei: Alarm Für Fusspils 11! posnela nemško različico pesmi.
- Sara Noxx & Mark Benecke sta pesem izvedla leta 2011.

Poleg tega je kitarist glasbene skupine The Bad Seeds, Blixa Bargeld, na verziji pesmi, vključeni na kompilaciji B-Sides & Rarities, zapel spremljevalne vokale oziroma del, ki ga je v originalu zapela Kylie Minogue.